# Circoscrizione Firenze-Pistoia
La circoscrizione Firenze-Pistoia era una circoscrizione elettorale italiana per l'elezione dell'Assemblea Costituente, nel 1946 (circoscrizione XV), e della Camera dei deputati, dal 1948 al 1993 (circoscrizione XIV).
Comprendeva le province di Firenze e di Pistoia.
Era prevista dalla Tabella A di cui al decreto legislativo luogotenenziale 10 marzo 1946, n. 74, poi ripresa dalla legge 20 gennaio 1948, n. 6 e dal decreto del presidente della Repubblica 30 marzo 1957, n. 361.
Nel 1993 la circoscrizione fu soppressa contestualmente all'istituzione della circoscrizione Toscana, comprendente tutte le province della regione.
Di seguito i risultati di lista e i deputati eletti, ordinati secondo il numero di preferenze ottenute.

## Elezioni politiche 1946
| Liste                                           | Voti    | %     | Seggi |
| ----------------------------------------------- | ------- | ----- | ----- |
| Partito Comunista Italiano                      | 247.798 | 35,72 | 5     |
| Democrazia Cristiana                            | 194.018 | 27,97 | 4     |
| Partito Socialista Italiano di Unità Proletaria | 159.753 | 23,03 | 3     |
| Fronte dell'Uomo Qualunque                      | 36.484  | 5,26  | -     |
| Unione Democratica Nazionale                    | 18.558  | 2,68  | -     |
| Partito Repubblicano Italiano                   | 12.738  | 1,84  | -     |
| Blocco Nazionale della Libertà                  | 10.346  | 1,49  | -     |
| Partito d'Azione                                | 9.633   | 1,39  | -     |
| Partito Cristiano Sociale                       | 4.364   | 0,63  | -     |
| Totale                                          | 693.692 |       | 12    |

| Partito Comunista Italiano                                                                                   | Democrazia Cristiana                                                                        | Partito Socialista Italiano di Unità Proletaria             |
| --- | ------------------------------------------------------------------------------------------- | ----------------------------------------------------------- |
| - → Celeste Negarville - Giuseppe Rossi - Teresa Mattei - Abdon Maltagliati - Renato Bitossi - Dino Saccenti | - → Attilio Piccioni - Giorgio La Pira - Giovanni Bertini - Palmiro Foresi - Renato Cappugi | - Bianca Bianchi - Calogero Di Gloria - Ferdinando Targetti |

1. 1 2  Optante per il collegio unico nazionale

## Elezioni politiche 1948
| Liste                                              | Voti    | %     | Seggi |
| -------------------------------------------------- | ------- | ----- | ----- |
| Fronte Democratico Popolare                        | 363.671 | 49,24 | 7     |
| Democrazia Cristiana                               | 297.012 | 40,21 | 6     |
| Unità Socialista                                   | 45.279  | 6,13  | -     |
| Partito Repubblicano Italiano                      | 9.834   | 1,33  | -     |
| Blocco Nazionale                                   | 9.530   | 1,29  | -     |
| Movimento Sociale Italiano                         | 7.081   | 0,96  | -     |
| Partito Nazionale Monarchico - Alleanza del Lavoro | 2.426   | 0,33  | -     |
| Partito Cristiano Sociale                          | 2.192   | 0,30  | -     |
| Concentrazione Nazionale Combattenti Uniti         | 605     | 0,08  | -     |
| Partito dei Contadini d'Italia                     | 584     | 0,08  | -     |
| Movimento Nazionalista per la Democrazia Sociale   | 380     | 0,05  | -     |
| Totale                                             | 738.594 |       | 13    |

| Fronte Democratico Popolare | Democrazia Cristiana                                                                                         |
| --- | --- |
| - Giulio Cerreti - Orazio Barbieri - Cesare Dami - Giulio Montelatici - Ferdinando Targetti - Giovanni Pieraccini - Dino Saccenti | - Attilio Piccioni - Giorgio La Pira - Guido Corbellini - Renato Cappugi - Palmiro Foresi - Arrigo Paganelli |

## Elezioni politiche 1953
| Liste                                   | Voti    | %     | Seggi |
| --------------------------------------- | ------- | ----- | ----- |
| Partito Comunista Italiano              | 279.839 | 36,58 | 6     |
| Democrazia Cristiana                    | 266.652 | 34,86 | 5     |
| Partito Socialista Italiano             | 113.626 | 14,85 | 2     |
| Partito Socialista Democratico Italiano | 35.933  | 4,70  | -     |
| Movimento Sociale Italiano              | 29.721  | 3,89  | -     |
| Partito Liberale Italiano               | 15.128  | 1,98  | -     |
| Unità Popolare                          | 8.804   | 1,15  | -     |
| Partito Nazionale Monarchico            | 6.169   | 0,81  | -     |
| Partito Repubblicano Italiano           | 5.865   | 0,77  | -     |
| Alleanza Democratica Nazionale          | 2.103   | 0,27  | -     |
| Partito Nettista Italiano               | 1.102   | 0,14  | -     |
| Totale                                  | 764.942 |       | 13    |

| Partito Comunista Italiano                                                                                          | Democrazia Cristiana                                                                       | Partito Socialista Italiano                 |
| --- | ------------------------------------------------------------------------------------------ | ------------------------------------------- |
| - Fulvio Zamponi - Orazio Barbieri - Giulio Cerreti - Giulio Montelatici - Dino Saccenti - Renata Marchionni Zanchi | - Attilio Piccioni - Renato Cappugi - Giuseppe Vedovato - Romolo Diecidue - Palmiro Foresi | - Ferdinando Targetti - Giovanni Pieraccini |

## Elezioni politiche 1958
| Liste                                            | Voti    | %     | Seggi |
| ------------------------------------------------ | ------- | ----- | ----- |
| Partito Comunista Italiano                       | 301.948 | 37,07 | 6     |
| Democrazia Cristiana                             | 276.740 | 33,98 | 5     |
| Partito Socialista Italiano                      | 129.659 | 15,92 | 2     |
| Partito Socialista Democratico Italiano          | 35.752  | 4,39  | -     |
| Movimento Sociale Italiano                       | 30.745  | 3,77  | -     |
| Partito Liberale Italiano                        | 22.284  | 2,74  | -     |
| Partito Repubblicano Italiano - Partito Radicale | 8.106   | 1,00  | -     |
| Partito Nazionale Monarchico                     | 4.664   | 0,57  | -     |
| Partito Monarchico Popolare                      | 3.749   | 0,46  | -     |
| Partito Nazionale del Lavoro                     | 827     | 0,10  | -     |
| Totale                                           | 814.474 |       | 13    |

| Partito Comunista Italiano                                                                                               | Democrazia Cristiana                                                                     | Partito Socialista Italiano                                        |
| --- | ---------------------------------------------------------------------------------------- | ------------------------------------------------------------------ |
| - → Umberto Terracini - Giulio Cerreti - Cesare Dami - Guido Mazzoni - Giorgio Vestri - Orazio Barbieri - Adriano Seroni | - Giorgio La Pira - Renato Cappugi - Giuseppe Vedovato - Luigi Caiazza - Gerardo Bianchi | - Giovanni Pieraccini - → Ferdinando Targetti - Tristano Codignola |

1. ↑  Optante per il Senato
2. ↑  Optante per la circoscrizione Siena-Arezzo-Grosseto

## Elezioni politiche 1963
| Liste                                            | Voti    | %     | Seggi |
| ------------------------------------------------ | ------- | ----- | ----- |
| Partito Comunista Italiano                       | 366.458 | 41,90 | 7     |
| Democrazia Cristiana                             | 251.781 | 28,79 | 5     |
| Partito Socialista Italiano                      | 112.047 | 12,81 | 2     |
| Partito Liberale Italiano                        | 52.036  | 5,95  | 1     |
| Partito Socialista Democratico Italiano          | 48.314  | 5,52  | 1     |
| Movimento Sociale Italiano                       | 31.842  | 3,64  | -     |
| Partito Repubblicano Italiano                    | 4.980   | 0,57  | -     |
| Partito Democratico Italiano di Unità Monarchica | 3.768   | 0,43  | -     |
| Partito Autonomo Pensionati d'Italia             | 3.329   | 0,38  |       |
| Totale                                           | 874.555 |       | 16    |

| Partito Comunista Italiano | Democrazia Cristiana                                                                     | Partito Socialista Italiano                | Partito Liberale Italiano | Partito Socialista Democratico Italiano |
| --- | ---------------------------------------------------------------------------------------- | ------------------------------------------ | ------------------------- | --------------------------------------- |
| - → Umberto Terracini - Spartaco Beragnoli - Giorgio Vestri - Giulietta Fibbi - Carlo Alberto Galluzzi - Guido Mazzoni - Adriano Seroni - Ferruccio Biagini | - Renato Cappugi - Giuseppe Vedovato - Nicola Pistelli - Luigi Caiazza - Gerardo Bianchi | - Giovanni Pieraccini - Tristano Codignola | - Vittorio Fossombroni    | - Antonio Cariglia                      |

1. ↑  Optante per il Senato
2. ↑  Deceduto in data 17.09.1964; sostituito in data 23.09.1964 da Goffredo Nannini

## Elezioni politiche 1968
| Liste                                            | Voti    | %     | Seggi |
| ------------------------------------------------ | ------- | ----- | ----- |
| Partito Comunista Italiano                       | 398.417 | 43,83 | 8     |
| Democrazia Cristiana                             | 274.586 | 30,20 | 5     |
| Partito Socialista Unificato                     | 118.848 | 13,07 | 2     |
| Partito Liberale Italiano                        | 43.077  | 4,74  | 1     |
| Partito Socialista Italiano di Unità Proletaria  | 37.032  | 4,07  | -     |
| Movimento Sociale Italiano                       | 25.888  | 2,85  | -     |
| Partito Repubblicano Italiano                    | 7.764   | 0,85  | -     |
| Partito Democratico Italiano di Unità Monarchica | 3.468   | 0,38  | -     |
| Totale                                           | 909.080 |       | 16    |

| Partito Comunista Italiano | Democrazia Cristiana                                                                                             | Partito Socialista Unificato        | Partito Liberale Italiano |
| --- | --- | ----------------------------------- | ------------------------- |
| - Carlo Alberto Galluzzi - Spartaco Beragnoli - Roberto Giovannini - Ferruccio Biagini - Giulietta Fibbi - Marino Raicich - Roberto Marmugi - Cesarino Niccolai | - → Piero Bargellini - Giuseppe Vedovato - Luigi Caiazza - Edoardo Speranza - Gerardo Bianchi - Goffredo Nannini | - Luigi Mariotti - Antonio Cariglia | - Emilio Pucci            |

1. ↑  Optante per il Senato

## Elezioni politiche 1972
| Liste                                           | Voti    | %     | Seggi |
| ----------------------------------------------- | ------- | ----- | ----- |
| Partito Comunista Italiano                      | 438.360 | 45,09 | 8     |
| Democrazia Cristiana                            | 288.685 | 29,69 | 5     |
| Partito Socialista Italiano                     | 81.627  | 8,40  | 1     |
| Movimento Sociale Italiano - Destra Nazionale   | 47.428  | 4,88  | 1     |
| Partito Socialista Democratico Italiano         | 43.382  | 4,46  | 1     |
| Partito Liberale Italiano                       | 26.197  | 2,69  | -     |
| Partito Repubblicano Italiano                   | 18.487  | 1,90  | -     |
| Partito Socialista Italiano di Unità Proletaria | 14.522  | 1,49  | -     |
| Partito Comunista (Marxista-Leninista) Italiano | 5.955   | 0,61  | -     |
| Il manifesto                                    | 5.690   | 0,59  | -     |
| Movimento Politico dei Lavoratori               | 1.934   | 0,20  | -     |
| Totale                                          | 972.267 |       | 16    |

| Partito Comunista Italiano | Democrazia Cristiana                                                                     | Partito Socialista Italiano | Movimento Sociale Italiano - Destra Nazionale | Partito Socialista Democratico Italiano |
| --- | ---------------------------------------------------------------------------------------- | --------------------------- | --------------------------------------------- | --------------------------------------- |
| - Carlo Alberto Galluzzi - Adriana Fabbri Seroni - Roberto Marmugi - Renato Monti - Roberto Giovannini - Sergio Tesi - Cesarino Niccolai - Marino Raicich | - Piero Bargellini - Edoardo Speranza - Cesare Matteini - Luigi Caiazza - Sergio Pezzati | - Luigi Mariotti            | - Gino Birindelli                             | - Antonio Cariglia                      |

1. ↑  Deceduto in data 29.10.1972; sostituito da Bruno Niccoli in data 08.11.1972

## Elezioni politiche 1976
| Liste                                         | Voti      | %     | Seggi |
| --------------------------------------------- | --------- | ----- | ----- |
| Partito Comunista Italiano                    | 529.458   | 50,37 | 9     |
| Democrazia Cristiana                          | 319.031   | 30,35 | 5     |
| Partito Socialista Italiano                   | 91.952    | 8,75  | 1     |
| Movimento Sociale Italiano - Destra Nazionale | 32.312    | 3,07  | -     |
| Partito Repubblicano Italiano                 | 25.142    | 2,39  | -     |
| Partito Socialista Democratico Italiano       | 23.929    | 2,28  | -     |
| Democrazia Proletaria                         | 13.220    | 1,26  | -     |
| Partito Radicale                              | 10.117    | 0,96  | -     |
| Partito Liberale Italiano                     | 6.011     | 0,57  | -     |
| Totale                                        | 1.051.172 |       | 15    |

| Partito Comunista Italiano | Democrazia Cristiana                                                                             | Partito Socialista Italiano |
| --- | ------------------------------------------------------------------------------------------------ | --------------------------- |
| - Carlo Alberto Galluzzi - Adriana Fabbri Seroni - Sergio Tesi - Francesco Toni - Bruno Niccoli - Alberto Cecchi - → Mario Gozzini - Marino Raicich - Morena Amabile Pagliai - Gianluca Cerrina Feroni | - Giorgio La Pira - Edoardo Speranza - Giovan Carlo Iozzelli - Sergio Pezzati - Claudio Pontello | - Luigi Mariotti            |

1. ↑  Optante per il Senato

## Elezioni politiche 1979
| Liste                                         | Voti      | %     | Seggi |
| --------------------------------------------- | --------- | ----- | ----- |
| Partito Comunista Italiano                    | 506.310   | 48,38 | 9     |
| Democrazia Cristiana                          | 304.667   | 29,11 | 5     |
| Partito Socialista Italiano                   | 93.658    | 8,95  | 1     |
| Partito Radicale                              | 28.388    | 2,71  | -     |
| Movimento Sociale Italiano - Destra Nazionale | 28.192    | 2,69  | -     |
| Partito Repubblicano Italiano                 | 25.583    | 2,44  | -     |
| Partito Socialista Democratico Italiano       | 23.350    | 2,23  | -     |
| Partito di Unità Proletaria                   | 14.561    | 1,39  | -     |
| Partito Liberale Italiano                     | 9.968     | 0,95  | -     |
| Nuova Sinistra Unita                          | 8.811     | 0,84  | -     |
| Democrazia Nazionale                          | 3.002     | 0,29  | -     |
| Totale                                        | 1.046.490 |       | 15    |

| Partito Comunista Italiano | Democrazia Cristiana                                                                    | Partito Socialista Italiano |
| --- | --------------------------------------------------------------------------------------- | --------------------------- |
| - Adriana Fabbri Seroni - Pierluigi Onorato - Francesco Toni - Sergio Tesi - Morena Amabile Pagliai - Alberto Cecchi - Orlando Fabbri - Gianluca Cerrina Feroni - Novello Pallanti | - Carlo Casini - Sergio Pezzati - Bruno Stegagnini - Edoardo Speranza - Tommaso Bisagno | - Lelio Lagorio             |

## Elezioni politiche 1983
| Liste                                         | Voti      | %     | Seggi |
| --------------------------------------------- | --------- | ----- | ----- |
| Partito Comunista Italiano                    | 514.662   | 49,44 | 9     |
| Democrazia Cristiana                          | 248.987   | 23,92 | 4     |
| Partito Socialista Italiano                   | 103.111   | 9,90  | 2     |
| Partito Repubblicano Italiano                 | 48.180    | 4,63  | 1     |
| Movimento Sociale Italiano - Destra Nazionale | 38.538    | 3,70  | -     |
| Partito Radicale                              | 21.051    | 2,02  | -     |
| Partito Socialista Democratico Italiano       | 20.380    | 1,96  | -     |
| Partito Liberale Italiano                     | 15.651    | 1,50  | -     |
| Partito Nazionale Pensionati                  | 15.490    | 1,49  | -     |
| Democrazia Proletaria                         | 13.933    | 1,34  | -     |
| Lista per Trieste                             | 1.096     | 0,11  | -     |
| Totale                                        | 1.041.079 |       | 16    |

| Partito Comunista Italiano | Democrazia Cristiana                                                   | Partito Socialista Italiano       | Partito Repubblicano Italiano      |
| --- | ---------------------------------------------------------------------- | --------------------------------- | ---------------------------------- |
| - Adriana Fabbri Seroni - Elio Gabbuggiani - Maria Teresa Capecchi - Riccardo Bruzzani - Rosanna Minozzi - Orlando Fabbri - Pierluigi Onorato - → Enzo Enriques Agnoletti - Novello Pallanti - Gianluca Cerrina Feroni | - Carlo Casini - Tommaso Bisagno - Claudio Pontello - Bruno Stegagnini | - Lelio Lagorio - Ottaviano Colzi | - → Susanna Agnelli - Carlo Fusaro |

1. 1 2  Optante per il Senato

## Elezioni politiche 1987
| Liste                                         | Voti      | %     | Seggi |
| --------------------------------------------- | --------- | ----- | ----- |
| Partito Comunista Italiano                    | 494.363   | 46,00 | 8     |
| Democrazia Cristiana                          | 261.208   | 24,30 | 4     |
| Partito Socialista Italiano                   | 128.929   | 12,00 | 2     |
| Movimento Sociale Italiano - Destra Nazionale | 39.376    | 3,66  | -     |
| Partito Repubblicano Italiano                 | 35.265    | 3,28  | -     |
| Lista Verde                                   | 29.269    | 2,72  | -     |
| Partito Radicale                              | 25.106    | 2,34  | -     |
| Democrazia Proletaria                         | 20.915    | 1,95  | -     |
| Partito Socialista Democratico Italiano       | 12.536    | 1,17  | -     |
| Partito Liberale Italiano                     | 11.672    | 1,09  | -     |
| Caccia Pesca Ambiente                         | 8.822     | 0,82  | -     |
| Liga Veneta - Pensionati Uniti                | 5.469     | 0,51  | -     |
| Partito Sardo d'Azione                        | 862       | 0,08  | -     |
| Alleanza Popolare                             | 522       | 0,05  | -     |
| Alleanza Umanista                             | 496       | 0,05  | -     |
| Totale                                        | 1.074.810 |       | 14    |

| Partito Comunista Italiano | Democrazia Cristiana                                                                       | Partito Socialista Italiano   |
| --- | ------------------------------------------------------------------------------------------ | ----------------------------- |
| - → Achille Occhetto - Laura Conti - Luigi Pintor - Giulio Quercini - Maria Teresa Capecchi - Elio Gabbuggiani - Riccardo Bruzzani - Novello Pallanti - Rosanna Minozzi | - → Arnaldo Forlani - Tommaso Bisagno - Carlo Casini - Giuseppe Matulli - Bruno Stegagnini | - Valdo Spini - Lelio Lagorio |

1. ↑  Optante per la circoscrizione Roma-Viterbo-Latina-Frosinone
2. ↑  Optante per la circoscrizione Ancona-Pesaro-Macerata-Ascoli Piceno

## Elezioni politiche 1992
| Liste                                         | Voti      | %     | Seggi |
| --------------------------------------------- | --------- | ----- | ----- |
| Partito Democratico della Sinistra            | 345.351   | 32,48 | 6     |
| Democrazia Cristiana                          | 214.157   | 20,14 | 4     |
| Partito Socialista Italiano                   | 133.305   | 12,54 | 2     |
| Partito della Rifondazione Comunista          | 99.029    | 9,31  | 2     |
| Partito Repubblicano Italiano                 | 59.869    | 5,63  | 1     |
| Movimento Sociale Italiano - Destra Nazionale | 40.851    | 3,84  | 1     |
| Lega Nord                                     | 32.248    | 3,03  | 1     |
| Federazione dei Verdi                         | 27.688    | 2,60  | -     |
| Partito Liberale Italiano                     | 20.838    | 1,96  | -     |
| La Rete                                       | 15.965    | 1,50  | -     |
| Caccia Pesca Ambiente                         | 15.521    | 1,46  | -     |
| Lista Marco Pannella                          | 15.003    | 1,41  | -     |
| Partito Socialista Democratico Italiano       | 13.417    | 1,26  | -     |
| Partito Pensionati                            | 9.112     | 0,86  | -     |
| Sì Referendum                                 | 8.794     | 0,83  | -     |
| La Lega Casalinghe Pensionati                 | 5.029     | 0,47  | -     |
| Movimento Autonomista Toscano                 | 4.395     | 0,41  | -     |
| Movimento Politico Difesa Automobilisti       | 1.561     | 0,15  | -     |
| Federalismo                                   | 1.049     | 0,10  | -     |
| Totale                                        | 1.063.182 |       | 17    |

| Partito Democratico della Sinistra                                                                       | Democrazia Cristiana                                                  | Partito Socialista Italiano      | Partito della Rifondazione Comunista                     |
| --- | --------------------------------------------------------------------- | -------------------------------- | -------------------------------------------------------- |
| - Stefano Rodotà - Graziano Cioni - Mauro Vannoni - Vassili Campatelli - Renzo Innocenti - Galileo Guidi | - Tommaso Bisagno - Carlo Casini - Giuseppe Matulli - Raffaele Tiscar | - Valdo Spini - Riccardo Nencini | - → Lucio Magri - Antonio Fischetti - Giovanni Bacciardi |
| Partito Repubblicano Italiano                                                                            | Movimento Sociale Italiano - Destra Nazionale                         | Lega Nord                        |                                                          |
| - Stefano Passigli                                                                                       | - Marco Cellai                                                        | - Riccardo Fragassi              |                                                          |

1. ↑  Optante per la circoscrizione L'Aquila-Pescara-Chieti-Teramo